# Peterloo
Peterloo is een Britse historische film uit 2018, geschreven en geregisseerd door Mike Leigh. De film herdenkt de tweehonderdste verjaardag van het Peterloo-bloedbad.

## Verhaal
Op 16 augustus 1819 wordt in Manchester een demonstratie georganiseerd door de Manchester Patriotic Union Society. Het voornaamste doel was hervorming van het kiesstelsel. De demonstratie, die zo'n 80.000 mensen trok, verliep grotendeels rustig. Dit was vooral te danken aan een goede organisatie. Lokale magistraten, onder leiding van William Hulton werden echter bang dat de betoging uit de hand zou lopen. Besloten werd om de leiders te arresteren. Hugh Birley, die hier met zijn 60 cavaleriemanschappen opdracht toe kreeg, voerde vervolgens een charge uit naar het podium waar de leiders spraken. Toen vervolgens enkele demonstranten probeerden hen tegen te houden, liep deze charge uit op een bloedbad.

## Rolverdeling
| Acteur          | Personage                      |
| --------------- | ------------------------------ |
| Rory Kinnear    | Henry Hunt                     |
| Maxine Peake    | Nellie                         |
| Pearce Quigley  | Joshua                         |
| David Moorst    | Joseph                         |
| Rachel Finnegan | Mary                           |
| Tom Meredith    | Robert                         |
| Simona Bitmate  | Esther                         |
| Robert Wilfort  | Lord Liverpool, Prime minister |
| Karl Johnson    | Lord Sidmouth, Home secretary  |
| Tim McInnerny   | Prins regent                   |

## Productie
De filmopnamen gingen op 17 mei 2017 van start op locatie in Engeland.

### Release en ontvangst
Peterloo ging op 31 augustus 2018 in première op het Filmfestival van Venetië. De film kreeg gemengde kritieken van de filmcritici met een score van 67% op Rotten Tomatoes, gebaseerd op 142 beoordelingen.